# Rhynchodontodes sagittata
Rhynchodontodes sagittata är en fjärilsart som beskrevs av Butler 1889. Rhynchodontodes sagittata ingår i släktet Rhynchodontodes och familjen nattflyn. Inga underarter finns listade.